# 道の駅すばしり

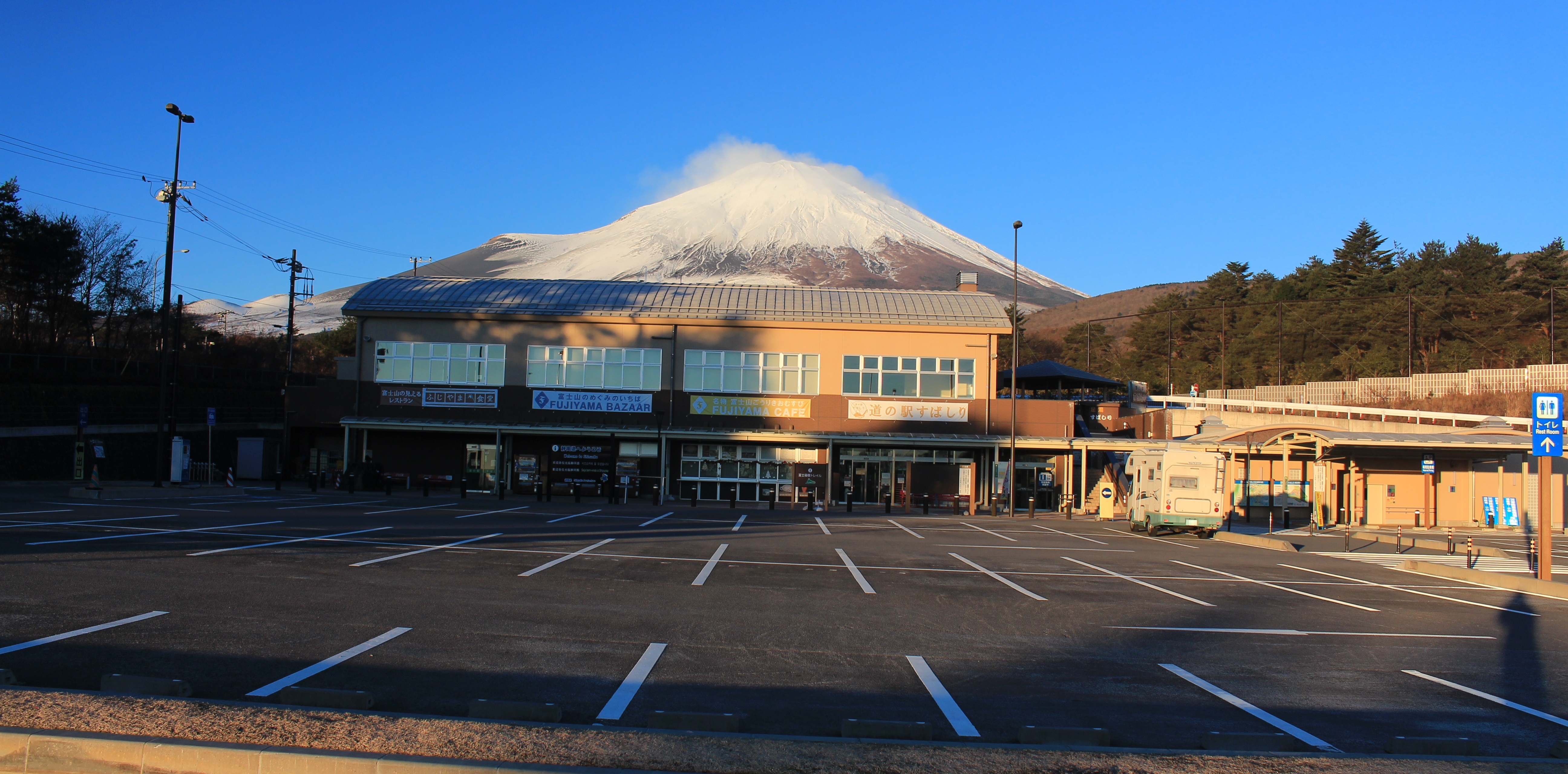
足湯すばしりがあり、西側に富士山を望むことができる。

道の駅すばしり（みちのえき すばしり）は、静岡県駿東郡小山町にある国道138号の道の駅である。

## 概要
小山町と国土交通省が整備。2021年3月31日までの指定管理者は株式会社ピカだった。西側に富士山を望むことができる。

## 施設
- 駐車場
  - 普通車：111台
  - 大型車：14台
  - 身障者用 : 3台
  - 二輪車用あり
- トイレ（24時間利用可能）
  - 男：11器
  - 女：15器
  - 身障者用：1器
- 公衆電話
- 情報交流コーナー
- 地域産品販売コーナー FUJIYAMA BAZAAR
- レストラン ふじやま食堂
- 足湯 すばしり
- 研修室
- 調整池

## 休館日
- 無休

## アクセス
道の駅から須走道路（御殿場方面）へ直接流入できるランプが設けられている。
- 国道138号 - 登録路線
- E68 東富士五湖道路・国道138号須走道路 須走IC

## 周辺
- 東口本宮冨士浅間神社
- 静岡県道150号足柄停車場富士公園線（ふじあざみライン）